# Hymeniacidon iberica
Hymeniacidon iberica är en svampdjursart som först beskrevs av Ferrer-Hernandez 1914.  Hymeniacidon iberica ingår i släktet Hymeniacidon och familjen Halichondriidae. Inga underarter finns listade i Catalogue of Life.